# 総合政策学部
総合政策学部（そうごうせいさくがくぶ）は、総合政策学の教育研究を目的とする大学の学部である。卒業して授与される学位は、主に「学士（総合政策学）」である。また、学士（総合政策）などの授与例もみられる。

## 概要
総合政策学部は、国家や地方公共団体における政策の立案だけでなく、企業、国際機関、その他の非営利団体における政策立案の専門家・実務家・研究者を養成することを目的としている。また、問題解決のために幅広い分野について学ぶよう教育課程が編成されている点が特徴である。社会科学をベースとしつつも、政策の分析や立案に必要な人文科学・自然科学の諸分野を横断する学際領域までも包括的に研究対象とするため、教養学部における社会科学領域の専攻に近い性質を持ち合わせている。
アメリカ合衆国では、政策系学部は一般的に大学院における課程が多く、学部の課程はあまり多くは存在しない。Policy Studiesなどの呼称で設置されており、その多くが政治・行政分野の専門職系大学院として発達している。この潮流に関して、日本に於いては1963年に設置された国際基督教大学（ICU）大学院行政学研究科が日本では初であり、国立大学でも学部とは別の組織として公共政策大学院などを設置している大学が多く見られる。
また、地域政策学部、地域科学部などの学部が日本の国公立大学に多く見られる。これらは同様な学部と思われがちであるがそれぞれ違った特徴をもつ。地域政策の場合はあくまで向けられる視点は日本の具体的地域（県・市町村）であり、地域科学は総合政策、地域政策を包含し、他の人文・社会科学の分野などを網羅した「教養系」学部の印象が強い。
1990年に、慶應義塾大学が湘南藤沢キャンパス（神奈川県藤沢市）に「総合政策学部」を設置したのが初で、次いで1993年に中央大学も総合政策学部を設置、現在では国公私立あわせて69の学部・研究科で設置されている。

## 日本における政策系学部・政策系学科・政策系研究科

### 政策系の学部

#### 国立大学
- 山形大学 人文学部 法経政策学科
- 福島大学 人文社会学群 行政政策学類
- 千葉大学 法政経学部 法政経学科 政治学・政策学コース
- 岐阜大学 地域科学部 地域政策学科
- 金沢大学 地域創造学類 地域プランニングコース
- 大阪大学 法学部 国際公共政策学科
- 鳥取大学 地域学部 地域政策学科
- 愛媛大学 法文学部 法学政策学コース（2015年まで）
- 鹿児島大学 法文学部 法政策学科

#### 省庁大学校
- 防衛大学校 人文社会科学群 公共政策学科

#### 公立大学
- 岩手県立大学 総合政策学部
- 高崎経済大学 地域政策学部
- 山梨県立大学 国際政策学部 総合政策学科
- 静岡文化芸術大学 文化政策学部 文化政策学科
- 京都府立大学 公共政策学部
- 奈良県立大学 地域創造学部
- 島根県立大学 総合政策学部
- 北九州市立大学 法学部 政策科学科
- 長崎県立大学 地域創造学部 公共政策学科
- 熊本県立大学 総合管理学部

#### 私立大学
- ノースアジア大学 総合政策学部
- 杏林大学 総合政策学部
- 東北文化学園大学 総合政策学部
- 尚美学園大学 総合政策学部
- 青山学院大学 総合文化政策学部
- 桜美林大学 リベラルアーツ学群 総合政策専攻
- 慶應義塾大学総合政策学部 （日本初の総合政策学部）
- 国際基督教大学 教養学部 アーツ・サイエンス学科 公共政策メジャー
- 淑徳大学 コミュニティ政策学部
- 城西大学 現代政策学部
- 成城大学 社会イノベーション学部 政策イノベーション学科
- 千葉商科大学 総合政策学部（旧政策情報学部）
- 中央大学 総合政策学部
- 東洋大学 経済学部 総合政策学科
- 獨協大学 法学部 総合政策学科
- 日本大学法学部 公共政策学科
- 日本大学国際関係学部 国際総合政策学科
- 法政大学社会学部 社会政策科学科
- 立教大学 コミュニティ福祉学部 コミュニティ政策学科
- 中京大学 総合政策学部
- 四日市大学 総合政策学部
- 愛知学院大学 総合政策学部
- 南山大学 総合政策学部
- 名古屋商科大学 経済学部 総合政策学科
- 京都産業大学 法学部 法政策学科
- 立命館大学政策科学部
- 龍谷大学 政策学部
- 大阪経済大学 経済学部 地域政策学科
- 関西大学政策創造学部
- 関西学院大学総合政策学部
- 近畿大学 法学部 政策法学科
- 近畿大学 経済学部 総合経済政策学科
- 同志社大学政策学部
- 流通科学大学 総合政策学部
- 佛教大学 社会学部 公共政策学科
- 徳島文理大学 総合政策学部
- 津田塾大学 総合政策学部 総合政策学科

### 政策系の研究科

#### 国立大学
- 政策研究大学院大学 政策研究科
- 北海道大学大学院 公共政策学教育部 公共政策学専攻（公共政策大学院）
- 東北大学大学院 法学研究科 公共法政策専攻（公共政策大学院）
- 福島大学大学院 地域政策科学研究科 地域政策科学専攻
- 筑波大学大学院 人文社会科学研究科 国際公共政策専攻
- 茨城大学大学院 人文科学研究科 地域政策専攻
- 千葉大学大学院 社会科学研究科 総合政策専攻
- 一橋大学大学院国際・公共政策教育部 国際・公共政策専攻（公共政策大学院）
- 東京大学大学院公共政策学教育部 公共政策学専攻（公共政策大学院）
- 金沢大学大学院 人間社会環境研究科 公共経営政策専攻
- 京都大学大学院公共政策教育部 公共政策専攻（公共政策大学院）
- 大阪大学大学院 国際公共政策研究科 国際公共政策専攻

比較公共政策専攻
- 岡山大学大学院 社会文化科学研究科 公共政策専攻
- 広島大学大学院 社会科学研究科 マネンジメント専攻
- 山口大学大学院 経済学研究科 経済学専攻

企業経営専攻
- 愛媛大学大学院 法文学研究科 総合法政策専攻
- 熊本大学大学院 社会文化科学研究科 公共政策学専攻

#### 公立大学
- 岩手県立大学大学院 総合政策研究科
- 高崎経済大学大学院 地域政策学研究科
- 静岡文化芸術大学大学院 文化政策研究科
- 京都府立大学大学院 公共政策学研究科
- 兵庫県立大学大学院 経済学研究科 地域公共政策専攻
- 北九州市立大学大学院 法学研究科 政策科学系
- 熊本県立大学大学院 アドミニストレーション研究科

#### 私立大学
- 旭川大学大学院 経済学研究科 地域政策専攻
- 尚美学園大学大学院 総合政策研究科
- 聖学院大学大学院 政治政策学研究科
- 麻布大学大学院 環境保健学研究科 環境衛生政策専攻
- 千葉商科大学大学院 政策情報学研究科
- 麗澤大学大学院 国際経済研究科 政策管理専攻
- 慶應義塾大学大学院 政策・メディア研究科
- 国際基督教大学大学院 アーツ・サイエンス研究科 公共政策・社会研究専攻
- 専修大学大学院 経済学研究科 政策科学専修
- 中央大学大学院 総合政策研究科
- 東洋大学大学院 経済学研究科 先端政策科学コース
- 法政大学大学院 公共政策研究科
- 明治大学大学院 ガバナンス研究科
- 早稲田大学大学院 社会科学研究科 政策科学論専攻
- 山梨学院大学大学院 社会科学研究科 公共政策専攻
- 愛知学院大学大学院 総合政策研究科
- 南山大学大学院 総合政策研究科 総合政策専攻
- 三重中京大学大学院 政策科学研究科
- 京都橘大学大学院 文化政策学研究科
- 同志社大学大学院 総合政策科学研究科
- 立命館大学大学院 政策科学研究科
- 大阪商業大学大学院 地域政策学研究科
- 関西学院大学大学院 総合政策研究科
- 徳島文理大学大学院 総合政策研究科